# Koning van Albanië
De Koning van Albanië is de voormalige titel van het staatshoofd van Albanië. Sinds de onafhankelijkheid van het land in 1912 gebruikte de Zogu-dynastie, heersers van het Koninkrijk Albanië tussen 1928 en 1939, als laatste de titel Koning van de Albanezen.

## Geschiedenis
Gebieden in het huidige Albanië werden vanaf de 12e eeuw geregeerd door Albanese adellijke families die heersten over autonome vorstendommen. De Progoni-dynastie gebruikte de titel Prins van de Albanezen tijdens hun heerschappij over het vorstendom Arbër (1190-1256). Na een personele unie tussen het Koninkrijk Napels en Koninkrijk Sicilië, die het Koninkrijk Albanië stichtten in 1272, hadden de heersers van het Huis Anjou-Sicilië de titel Koning van Albanië, wat een de jure onafhankelijke staat was.
In 1340 wist de prins van Berat, titel van de heerser van het vorstendom Muzaka, Andrea II Muzaka zijn titel te promoveren naar Despoot van Albanië door het Keizerrijk Servië in een gewapend conflict te verslaan. In 1368 werd het Prinsdom Albanië gesticht door Karl Thopia. Thopia gebruikte de titel Prins van Albanië en werd vanaf zijn dood in 1388 tot 1415 opgevolgd door zijn nageslacht met deze gelijknamige titel.
Prins Gjergj Kastrioti stichtte in 1444 de Liga van Lezhë, wat vaak beschouwd wordt als het bakermat van een territoriaal Albanië. Hij werd gekroond tot Heerser van Albanië. Deze heerschappij werd opgevolgd door Lekë Dukagjini. Vanaf 1479 tot 1912 viel Albanië onder Ottomaans bewind. Het zou in 1912 onafhankelijk worden van het Ottomaanse Rijk. 
In 1914 werd de Duitser Wilhelm zu Wied, die in het buitenland Vorst werd genoemd, maar in Albanië de titel koning (Mbret) kende, benoemd tot staatshoofd van het vorstendom Albanië. In 1928 kwam het land onder hoede van Ahmet Zogu, die werd gekroond tot Koning van de Albanezen; het land was destijds een monarchie, maar werd in 1939 na een invasie door Italië bezet. Na de Albanese onafhankelijkheid van de Italiaanse, later Duitse, bezetters werd het land een volksrepubliek zonder koning.

## Afbeeldingen
Hieronder een willekeurig overzicht van een aantal koningen van Albanië.

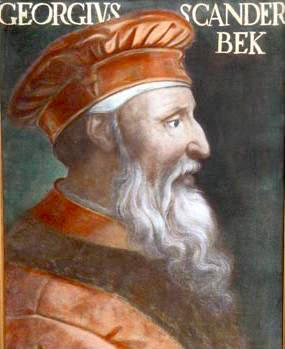
Gjergj Kastrioti
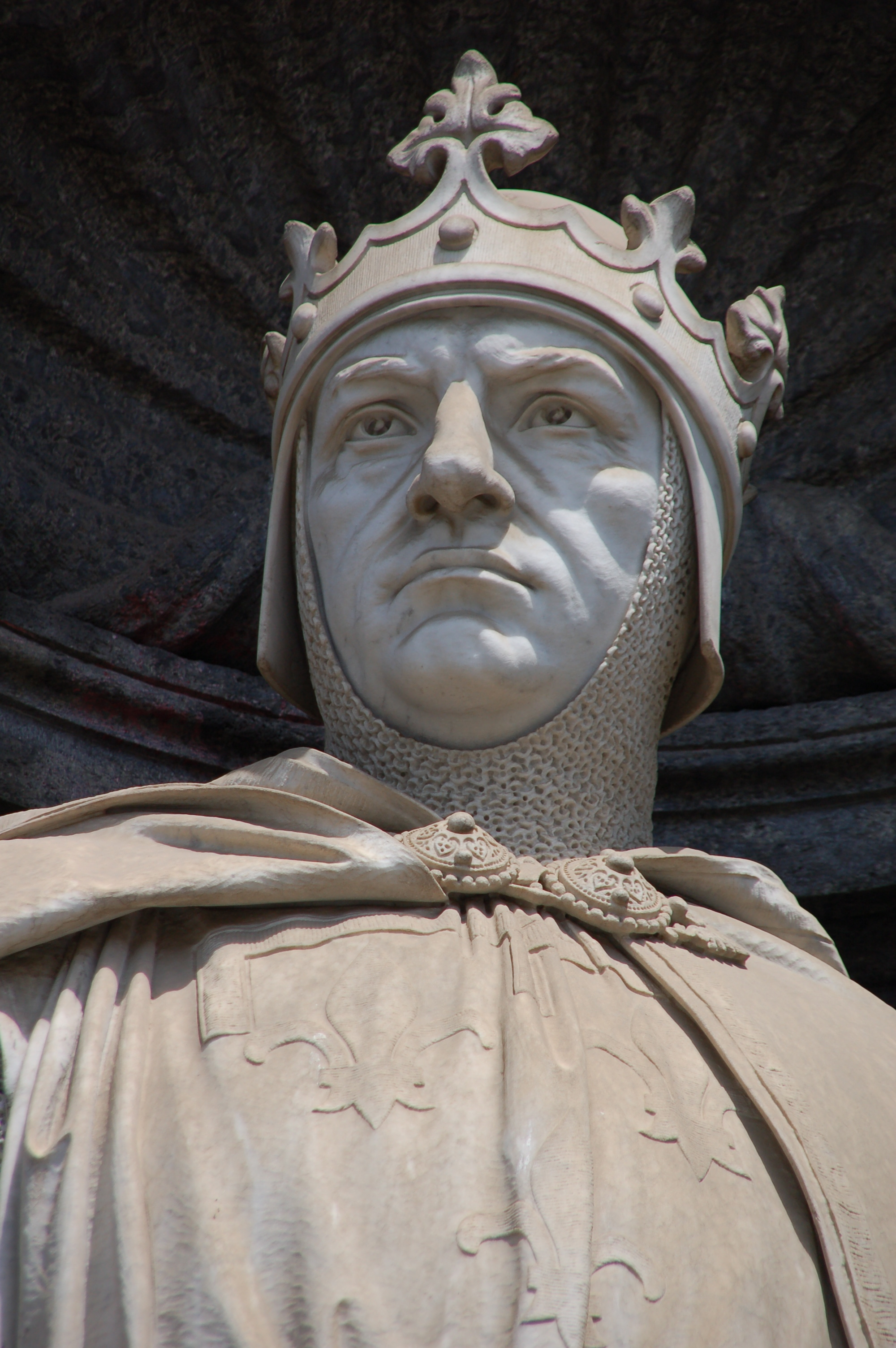
Karel I van Napels
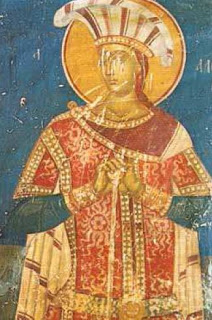
Andrea II Muzaka
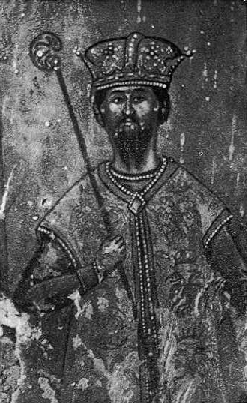
Karl Thopia
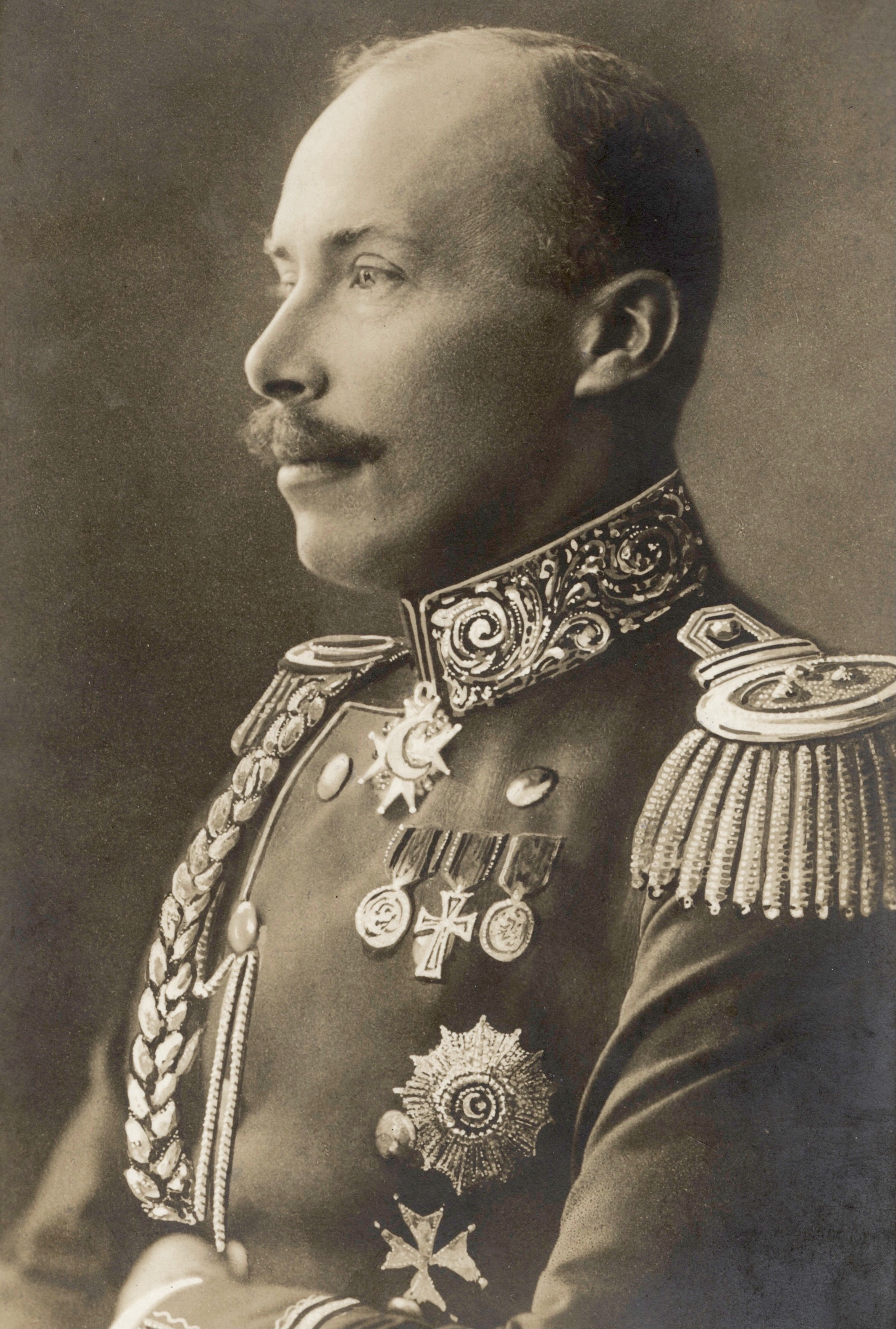
Wilhelm zu Wied
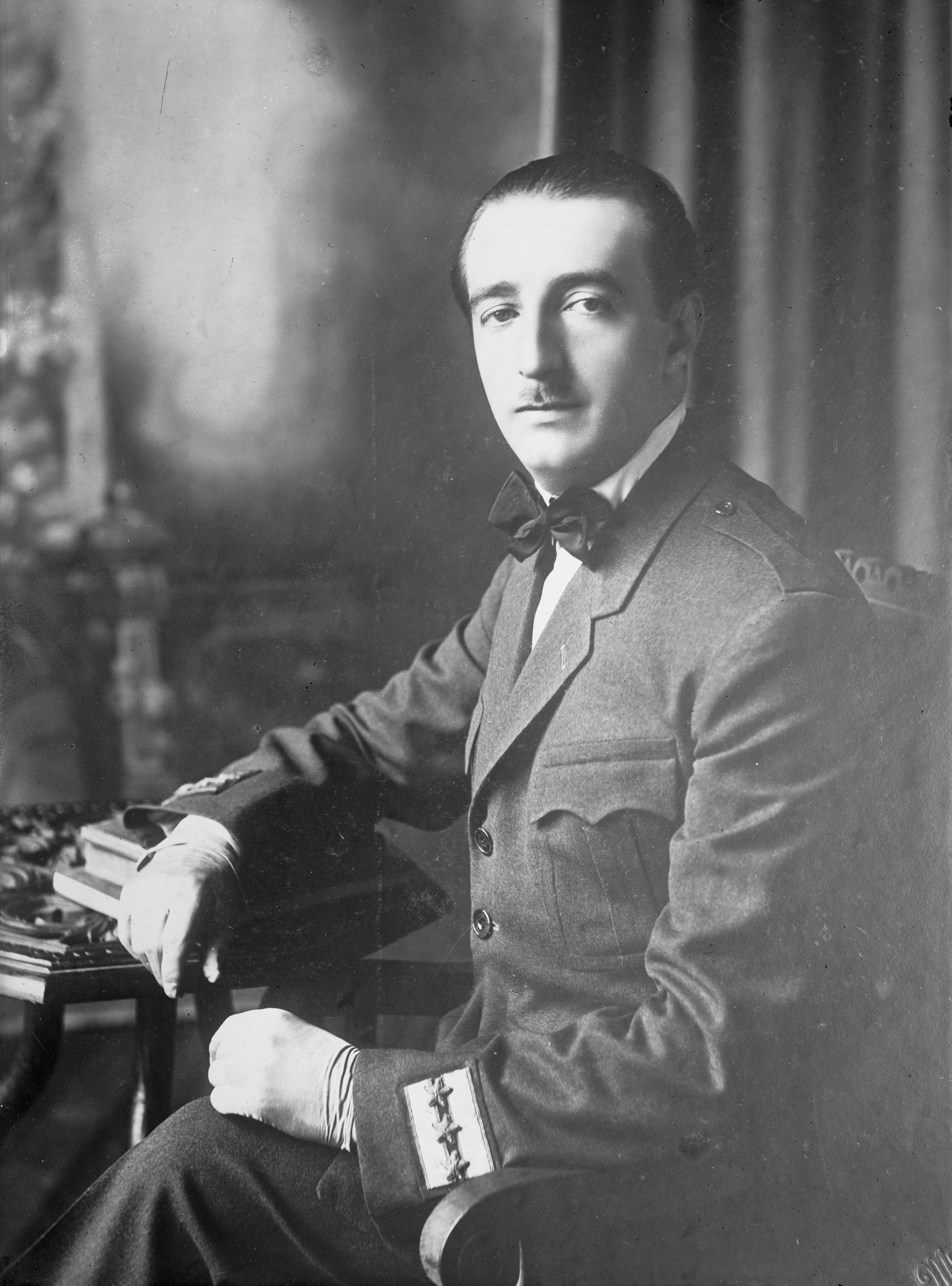
Ahmet Zogu